# Foxy Foxy
"Foxy Foxy" to piosenka alternatywno-metalowa stworzona na trzeci album studyjny amerykańskiego wokalisty Roba Zombie Educated Horses (2006). Wyprodukowany przez Zombie i Scotta Humphreya, utwór wydany został jako pierwszy singel z tego krążka dnia 14 lutego 2006 roku. Gatunkowo kompozycja różni się od poprzednich nagrań artysty, stanowiąc muzykę bardziej industrialną. Treść piosenki odnosi się do niemego filmu z udziałem Lona Chaneya Sr., Ten, którego biją po twarzy (He Who Gets Slapped, 1924). W 2006 "Foxy Foxy" wykorzystano w odcinkach programów telewizyjnych WWE Raw oraz The O.C. Zespół Angels of Modern Destruction wykorzystał sampel z piosenki w swoim nagraniu "Lapdance". W teledysku do utworu Zombie oraz inny muzycy dają koncert na scenie w zdewastowanym mieście. Towarzyszą im tancerki, wśród nich małżonka wykonawcy, Sheri Moon Zombie. Klip znajduje się na krążku DVD, stanowiącym rozszerzone wydanie albumu kompilacyjnego The Best of Rob Zombie (2006).

## Twórcy
- Wokale, tekst utworu, produkcja, kierownictwo artystyczne: Rob Zombie
- Produkcja: Scott Humphrey
- Gitara, wokale wspierające: John 5
- Gitara basowa, wokale wspierające: Rob "Blasko" Nicholson
- Bęben, wokale wspierające: Tommy Clufetos
- Mastering: Tom Baker
- Inżynieria dźwięku: Chris Baseford, współpr. Will Thompson

## Pozycje na listach przebojów
| Kraj              | Notowanie (2006)       | Wydawca   | Najwyższa pozycja |
| ----------------- | ---------------------- | --------- | ----------------- |
| Stany Zjednoczone | Mainstream Rock Tracks | Billboard | 8                 |
| Stany Zjednoczone | Modern Rock Tracks     | Billboard | 26                |